# Hory
Hory (deutsch Horn) ist eine Gemeinde in Tschechien. Sie liegt sieben Kilometer westlich des Stadtzentrums von Karlovy Vary und gehört zum Okres Karlovy Vary.

## Geographie
Hory befindet sich linksseitig der Eger am Übergang des Falkenauer Beckens zum Kaiserwald am Fuße des Hügels Roh (Hornberg, 582 m). Nordwestlich erhebt sich die auf dem Kellerberg angelegte frühere Abraumhalde Loket, unter der sich früher das Dorf Podhoří befand.
Nachbarorte sind Mírová und Zátiší im Norden, Jenišov im Nordosten, Pod Rohem und Tašovice im Osten, Doubí im Südosten, Vildenava im Süden, Loket im Südwesten, Loučky und Nové Sedlo im Westen sowie Chranišov und Chodov im Nordwesten.

## Geschichte
Die erste schriftliche Erwähnung des zur Herrschaft Elbogen gehörigen Dorfes Hory stammt aus dem Jahre 1350. Entlang der Eger wurde Bergbau auf Zinn betrieben.
Nach der Aufhebung der Patrimonialherrschaften bildete Horn mit dem Ortsteil Honiggrün eine politische Gemeinde im Bezirk Falkenau. Seit dem Ende des 19. Jahrhunderts wurde Honiggrün als Hunschgrün bezeichnet. Ab 1920 gehörte Horn/Hory zum Bezirk Elbogen. 1930 hatte die Gemeinde 1028 Einwohner. Infolge des Münchner Abkommens wurde Horn 1938 dem Deutschen Reich angeschlossen. 1939 lebten in Horn 1005 Menschen. Von 1938 bis 1945 war die Gemeinde Teil des deutschen Landkreises Elbogen und kam nach dem Ende des Zweiten Weltkrieges zur Tschechoslowakei zurück.
Von 1946 bis 1960 gehörte Hory zum Okres Karlovy Vary-okolí und seit 1961 zum Okres Karlovy Vary. 1961 wurde Hory einschließlich Podhoří nach Jenišov eingemeindet. Von 1975 bis 1993 war Hory ein Stadtteil von Karlovy Vary. Seit 1994 besteht die Gemeinde wieder.

## Gemeindegliederung
Für die Gemeinde Hory sind keine Ortsteile ausgewiesen. Zu Hory gehören die Fluren des mit Abraum überkippten Dorfes Podhoří (Hunschgrün).

## Sehenswürdigkeiten
- Hans-Heiling-Felsen; die Granitfelsgruppe am linken Ufer der Eger liegt knapp drei Kilometer südöstlich von Hory auf den Fluren der Gemeinde. Sie wurde als Naturdenkmal geschützt.
- Hans-Heiling-Tal der Eger mit Flussschleifen und alten Bergwerksstollen
- Kapelle
- Steinkreuz bei Vildenava

## Persönlichkeiten
- Josef Hegen (1907–1969), CSR-Politiker, später DDR-Diplomat, Botschafter in der VR Polen (1957–1961), VR China (1964), stellv. DDR-Außenminister (1964–1966), geboren in Hunschgrün